# Nazionale di bob del Brasile
La nazionale di bob del Brasile è la selezione che rappresenta il Brasile nelle competizioni internazionali di bob.
La squadra ha preso parte a cinque edizioni dei Giochi olimpici invernali.

## Storia

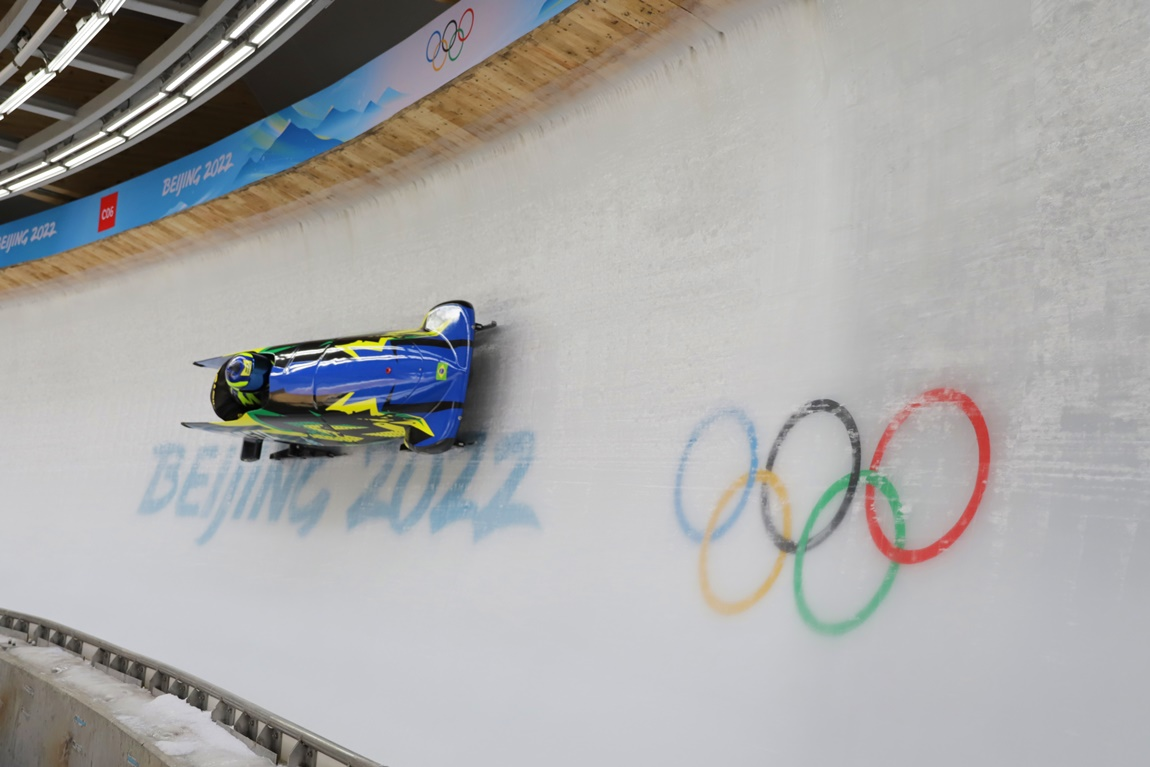
Edson Bindilatti ed Edson Ricardo Martins a Pechino 2022

Nel 1999 Eric Maleson, appassionato di bob residente a Chicago, stava tentando di fondare una squadra brasiliana di bob per partecipare alle olimpiadi: contattò per questo il pentatleta diciannovenne Edson Bindilatti, che però non aveva mai sentito parlare di questo sport, tanto che gli venne consigliato di vedere il film Cool Runnings - Quattro sottozero che raccontava l'epopea della Nazionale di bob della Giamaica, altra squadra tropicale che aveva esordito ai Giochi invernali di Calgary 1988. Entusiasta fin da subito, Bindilatti e Maleson si recarono presso la pista di Lake Placid (New York), inizialmente pensando solo di assistere a qualche discesa di atleti; tuttavia l'allenatore statunitense cacciò il multiatleta dentro un bob dicendogli poi di abbassare la testa: la prima discesa ad oltre 140 km/h su una delle piste più veloci del mondo fu la cosa più terrificante mai vissuta per il brasiliano, ma al termine della pista fu così pieno di adrenalina da volerci riprovare di nuovo.
Il primo equipaggio di bob brasiliano, soprannominato "Banane ghiacciate" per il colore giallo brillante della loro slitta, debuttò ai Giochi olimpici invernali di Salt Lake City 2002, piazzandosi al 27º posto nel bob a quattro.
Dopo il deludente penultimo posto alle olimpiadi di Soči 2014, la federazione brasiliana decise di chiedere supporto alla nazionale statunitense, facendo tornare i propri bobbisti a Lake Placid, allenati da Shauna Rohbock, vincitrice della medaglia d'argento alle olimpiadi di Torino 2006.
Marina Silva Tuono conquistò il terzo posto della classifica finale della World Series di monobob femminile 2021.

## Partecipazione ai giochi olimpici invernali

### Bob a quattro uomini
| Anno | Città          | classifica | Composizione                                                                                 |
| ---- | -------------- | ---------- | -------------------------------------------------------------------------------------------- |
| 2002 | Salt Lake City | 27         | Eric Maleson, Matheus Inocêncio, Edson Bindilatti, Cristiano Rogério Pães                    |
| 2006 | Torino         | 25         | Ricardo Raschini, Marcio Silva, Claudinei Quirino da Silva, Edson Bindilatti                 |
| 2014 | Soči           | 27         | Edson Bindilatti, Edson Martins, Odirlei Pessoni, Fábio Gonçalves Silva                      |
| 2018 | Pyeongchang    | 23         | Edson Bindilatti, Odirlei Pessoni, Edson Ricardo Martins, Rafael Souza da Silva              |
| 2022 | Pechino        | 20         | Edson Bindilatti, Rafael Souza da Silva, Erick Gilson Vianna Jerônimo, Edson Ricardo Martins |

### Bob a due uomini
| Anno | Città       | classifica | Composizione                            |
| ---- | ----------- | ---------- | --------------------------------------- |
| 2018 | Pyeongchang | 27         | Edson Bindilatti, Edson Ricardo Martins |
| 2022 | Pechino     | 29         | Edson Bindilatti, Edson Ricardo Martins |

### Bob a due donne
| Anno | Città | classifica | Composizione                          |
| ---- | ----- | ---------- | ------------------------------------- |
| 2014 | Soči  | 19         | Fabiana Santos, Sally Mayara da Silva |